# Laojiezi (sockenhuvudort i Kina, Yunnan Sheng, lat 26,86, long 103,14)
Laojiezi är en sockenhuvudort i Kina. Den ligger i provinsen Yunnan, i den sydvästra delen av landet, omkring 200 kilometer norr om provinshuvudstaden Kunming. Antalet invånare är 32 998. Befolkningen består av 14 603 kvinnor och 18 395 män. Barn under 15 år utgör 29,0 %, vuxna 15-64 år 63 %, och äldre över 65 år 7,0 %.
Runt Laojiezi är det ganska tätbefolkat, med 149 invånare per kvadratkilometer. Laojiezi är det största samhället i trakten. Trakten runt Laojiezi består i huvudsak av gräsmarker.
Genomsnittlig årsnederbörd är 898 millimeter. Den regnigaste månaden är juli, med i genomsnitt 197 mm nederbörd, och den torraste är januari, med 6 mm nederbörd.